# Subdistrictul Hirbnafsah
Subdistrictul Hirbnafsah (în arabă ناحية حربنفسه)  este un nahie (subdistrict) sirian situat în Districtul Hama din Guvernoratul Hama. Potrivit Biroului Central de Statistică din Siria (CBS), subdistrictul Hirbnafsah avea o populație de 54.592 la recensământul din 2004.